# Saúl Craviotto
Pour les articles homonymes, voir Craviotto.
Saúl Craviotto (3 novembre 1984 à Lérida) est un kayakiste espagnol pratiquant la course en ligne. Il est champion olympique en 2008 en kayak biplace 500 mètres et vice-champion olympique en 2012 en kayak monoplace 200 mètres. Il gagne une nouvelle médaille d'or en K2 200 mètres avec Cristian Toro aux Jeux olympiques de 2016 à Rio. Mousko la melo
Craviotto est désigné porte-drapeau de la délégation espagnole aux Jeux olympiques de Tokyo 2020 en compagnie de Mireia Belmonte.
En 2021, Saúl Craviotto entame un partenariat avec Hockerty, site de commerce en ligne suisse.
Il remporte la médaille d'or en K-4 500 mètres aux Jeux européens de 2023 à Cracovie.